# Cliff Allison
Cliff Allison,  britanski dirkač Formule 1, * 8. februar 1932, Brough, Westmorland, Anglija, Združeno kraljestvo, † 7. april 2005, Brough.
Cliff Allison je pokojni angleški dirkač Formule 1. Debitiral je v sezoni 1958 in po dveh šestih mestih je prvič osvojil točke na svoji tretji dirki za Veliko nagrado Belgije. Tudi v naslednji sezoni 1959 mu je uspela ena uvrstitev med dobitnike točk, tokrat s petim mestom na Veliki nagradi Italije. V sezoni 1960 pa je na prvi dirki sezone za Veliko nagrado Argentine dosegel drugo mesto, kar je njegova edina uvrstitev na stopničke v karieri. V tej sezoni je nastopil le še na eni dirki, v naslednji sezoni 1961 na dveh, toda ni se mu več uspelo uvrstiti med dobitnike točk, po koncu sezone 1961 pa se je upokojil kot dirkač Formule 1.

## Popolni rezultati Formule 1
(legenda) (odebeljene dirke pomenijo najboljši štartni položaj, poševne pa najhitrejši krog, †-uvrščen kljub odstopu)
| Leto | Moštvo                   | Šasija           | Motor               | 1       | 2       | 3       | 4   | 5     | 6       | 7      | 8      | 9       | 10    | 11     | Prv | Toč |
| ---- | ------------------------ | ---------------- | ------------------- | ------- | ------- | ------- | --- | ----- | ------- | ------ | ------ | ------- | ----- | ------ | --- | --- |
| 1958 | Team Lotus               | Lotus 12         | Climax Straight-4   | ARG     | MON 6   | NIZ 6   | 500 | BEL 4 | FRA Ret | VB Ret |        |         | ITA 7 | MAR 10 | 18. | 3   |
| 1958 | Team Lotus               | Lotus 16         | Climax Straight-4   |         |         |         |     |       |         |        | NEM 10 |         |       |        | 18. | 3   |
| 1958 | Scuderia Centro Sud      | Maserati 250F    | Maserati Straight-6 |         |         |         |     |       |         |        |        | POR Ret |       |        | 18. | 3   |
| 1959 | Scuderia Ferrari         | Ferrari Dino 156 | Ferrari V6          | MON Ret |         |         |     |       |         |        |        |         |       |        | 17. | 2   |
| 1959 | Scuderia Ferrari         | Ferrari Dino 246 | Ferrari V6          |         | 500     | NIZ 9   | FRA | VB    | NEM Ret | POR    | ITA 5  | ZDA Ret |       |        | 17. | 2   |
| 1960 | Scuderia Ferrari         | Ferrari Dino 246 | Ferrari V6          | ARG 2   | MON DNQ | 500     | NIZ | BEL   | FRA     | VB     | POR    | ITA     | ZDA   |        | 12. | 6   |
| 1961 | UDT-Laystall Racing Team | Lotus 18         | Climax Straight-4   | MON 8   | NIZ     | BEL DNS | FRA | VB    | NEM     | ITA    | ZDA    |         |       |        | -   | 0   |